# Max fait du ski
Max fait du ski è un cortometraggio del 1910 diretto da Lucien Nonguet e Louis J. Gasnier.

## Trama
Max si trova in un quartiere alpino innevato e prende le sue prime lezioni per imparare a sciare. Si trova nella sua camera d'albergo, si mette gli sci ed esce ma per uscire dalla porta della camera, avendo gli sci già ai piedi, ha fatto degli sforzi incredibili; contorcendosi e piegandosi finalmente esce. Una volta uscito lo vediamo stare in piedi con molta difficoltà, nonostante l'aiuto del maestro. Max nonostante le innumerevoli cadute si rialza inforca la sua prima discesa e colpisce ad gran velocità un fotografo che si trovava lì per fotografare il paesaggio.